# Wintu
Wintu (također i Sjeverni Wintun) su indijansko indijansko pleme porodice Copehan nastanjeno na području današnje Sjeverne Kalifornije u dolinama gornjeg toka rijeke Trinity pa sjeverno do Cottonwood Creeka i dalje od Cow Creeka na istoku do South Fork of the Trinity na zapad. Od nekadašnjih 12,000 (1700) preostalo ih je 3,200 (2000).

## Jezik
Dijelom su zajednice združenih skupina pod zajedničkim nazivom Wintun (ili Copehan), i dijelom velike jezične obitelji Penutian.

## Sela i tribeleti (plemenca)
- Dau-nom, "in-front-of-west" (Bald Hills), u podnožjima brežuljaka južno od Readinga i istočno od obalnog gorja
- Dau-pom, "in-front-of-place" (Stillwater), Cottonwood valley uključujući i plato sjeverno od Readinga.
- Elpom, "shore place" (Keswick), nešto južnije od Kennetta na Sacramentu duž zapadne obale gotovo do Readinga, uključujući i sela kod rudarskog gradića Old Shasta.
- Hayfork Wintu, na Hayfork pritoci Trinity Rivera i na rijeci Trinity oko Junction City, i od Middletowna na zapad do South Fork of the Trinity. Danas pripadaju skuppini Nor-Rel-Muk.
- Klabalpom (French Gulch), na Clear Creek.
- Nomsus, "west-dwelling" (Upper Trinity), na East Fork of Trinity River i rijeci Trinity na jug do Lewistona. Danas pripadaju skuppini Nor-Rel-Muk.
- Nomtipom, "west-hillside-place" (Upper Sacramento), na gornjem Sacramentu oko Kennetta.
- Waimuk, "north inhabitant(?)," u uskoj dolini gornjeg McCloud Rivera.
- Winimen, "middle-water" (McCloud), u dolinama rijeka McCloud i Pit Valley.

Plemena Daunom, Elpom, Wenamem, Nomtipom, Klabalpom danas su uključeni u Wintu Tribe of Northern California.

## Život i običaji
Wintui su živili od ribanja, lova i sakupljanja plodova, a svoju domovinu na sjeveru doline Sacramenta nastanjuju oko 8,000 godina. Vidi Wintun.

## Vanjske poveznice
- Cora Du Bois, Wintu Ethnography
- Wintu Bands Geography
- Wintu  Arhivirana inačica izvorne stranice od 27. kolovoza 2005. (Wayback Machine)
- Indijanska plemena, jezici i narječja u Kaliforniji 1770.  Arhivirana inačica izvorne stranice od 30. travnja 2011. (Wayback Machine) (zemljovid po Kroeberu)
- Neka indijanska plemena se još bore za vladino priznanje  Arhivirana inačica izvorne stranice od 7. kolovoza 2007. (Wayback Machine)
- Ethnologue: Wintu language